# Баносен Вилгањон
Баносен Вилгањон (фр. BannoSaint-Villegagnon) је насељено место у Француској у региону Париски регион, у департману Сена и Марна.
По подацима из 2011. године у општини је живело 649 становника, а густина насељености је износила 33,44 становника/km².

## Демографија
| 1962. | 1968. | 1975. | 1982. | 1990. | 2011. |
| ----- | ----- | ----- | ----- | ----- | ----- |
| 405   | 350   | 262   | 382   | 435   | 649   |